# 久呂田まさみ
久呂田 まさみ(久呂田正三)（くろだ まさみ、1917年10月11日 - 1993年11月12日）は、日本の漫画家。熊本県出身。本名、黒田正美。
貸本漫画界のフィクサーとして劇画誕生に重要な役割を果たした。

## 略歴
1917年（大正6年）10月11日、熊本県に生まれる。若くして上京、油絵を学ぶ。太平洋戦争に召集され従軍する。復員後は九州で炭鉱労働の仕事に就くが重労働に耐えられず離職。大阪に移り米兵向けに春画描きをして生計を立てる。
その後「自分で絵を描き自分で駄菓子を作り自分で朗読する」自作自演の紙芝居の仕事を始める。当時、GHQに規制されていたチャンバラ物の紙芝居で刺激に飢えていた子供達に大好評を博す。話題を聞きつけた紙芝居の貸元にスカウトされ描き手に専念。貯めた資金で古書店を開店し、店番をしながら紙芝居用の絵を描くという生活を送る。そこでまた出版関係者にスカウトされ豊田文庫で絵物語の仕事を始める。子育て幽霊の怪談をモチーフにした絵物語『6本指の男』を描き、そのグロテスクな内容で社長に家を購入してもらうくらいの人気を得る。
1949年、豊田文庫より創刊された月刊少年漫画誌『冒険紙芝居』に創刊号より執筆。後に手塚治虫や酒井七馬らも参加するが、編集長が交代し編集方針の変更により打ち切られる。
メンコや塗り絵、看板描き等の仕事をして食いつないでいたところ、貸本漫画出版社日の丸文庫社長の山田秀三に誘われ顧問に就任。後進の漫画家を指導する。1956年1月、日の丸文庫からオムニバス形式の単行本『都会の虹』が発表される。これを元に辰巳ヨシヒロと松本正彦のアイディアをまとめて短編集『影』の創刊に尽力する。
1957年、大人漫画の出版に失敗し日の丸文庫が経営危機に陥った際、手形の割り引きに奔走するがあえなく倒産。手形の裏書きをしていた久呂田も多額の借金を背負い借金取りに追われることになる。所属漫画家が路頭に迷う中、久呂田は主要メンバーだった辰巳ヨシヒロ、松本正彦、さいとう・たかをの囲い込みに成功。名古屋の出版社・セントラル文庫の漫画家兼編集者として短編集『街』の編集に取りかかる。
山田社長と敵対していた久呂田は、営業を再開した日の丸文庫から辰巳らを切り離すため、セントラル文庫の社長に3人を上京させることを提案する。渡された資金を全部飲み代として使い込んでしまう等の紆余曲折を経て、東京都国分寺市のアパートに居を構える。国分寺市は後に多数の劇画漫画家があつまり劇画文化の中心地になった。

## 人物
- 無頼派の漫画家として知られる。特にアルコール関係のエピソードが多く、酒豪で鳴らした後輩漫画家のいそじましげじが逃げ出すほどの飲酒量を誇った。奇行も多かったため、日の丸文庫の社長や他の漫画家らからは影で「ポン中」呼ばわりされていた。
- 人の好き嫌いが激しく、特に態度の大きい後輩のさいとう・たかをを目の敵にしており、酒席で顔面を蹴り飛ばしたこともあった。一方、辰巳ヨシヒロや桜井昌一は酒を目当てに久呂田の自宅に足繁く通っていたという。
- 漫画家の沢田竜治は娘婿に当たる。

## 書籍

### その他
- 完全復刻版　影・街（石川フミヤス、草川秀男、久呂田まさみ、さいとう・たかを、桜井昌一、佐藤まさあき、高橋真琴、辰巳ヨシヒロ、松本正彦）

復刻版 犬神・狸娘(2023、まんだらけ)(幸文堂書房刊、怪傑犬神、狸娘、地獄だるま(すべて1958年刊)の3冊を合本復刻)

## 参考資料
- 桜井昌一 『ぼくは劇画の仕掛け人だった』エイプリル出版、1978年
- 佐藤まさあき 『「劇画の星」をめざして - 誰も書かなかった「劇画内幕史」』文藝春秋、1996年
- 辰巳ヨシヒロ 『劇画漂流』青林工藝舎、2008年
- 松本正彦 『劇画バカたち』 青林工藝舎、2009年
- 辰巳ヨシヒロ 『劇画暮らし』本の雑誌社、2010年